# Музыка любви
"Музыка любви" - восьмой и третий из сохранившихся альбомов "Посева", первого проекта Егора Летова. Записан во второй декаде августа 1984 года. Официально издан в сентябре 2024 года издательством "Выргород"

## История
В августе 1984 года группа "Посев" вновь собралась для записи новых альбомов - "Музыка любви" и "Сказки старого юнги". Альбомы были записаны в течение второй и третьей декад августа 1984 года. В них принимали участие:
- Игорь "Дохлый Егор" Летов - вокал, ударные, басс
- Андрей "Босс" Бабенко - электрогитара, бэк-вокал
- Олег "Алекс" Ивановский - акустическая гитара, басс
- Евгений "джон Дабл" Деев - басс

В августе 84 «Посев» произвёл запись 2-х новых альбомов при участии питерского гитариста Алекса, — «Музыка любви» и «Сказки старого юнги». Оба альбома были записаны втроём — Алекс (акуст. гитара, бас), Босс (эл. гитара, бас, зад. вокал), Дохлый Егор (вокал, ударные, басс). В 2-х песнях помогал Джон на бас-гитаре. Alex привнёс в группу большие изменения — если в раннем творчестве «Посева» доминировала импровизационность, то теперь на первое место вышла композиционная отточенность и лаконичность. Также Alex внёс балладные интонации с большой долей психоделии. Группа ещё более свернула в сторону Новой волны и Reggae. В «Музыке любви» впервые появился hit — песня «Я бесполезен», а в «Сказках» супер-хиты «У меня двоится в глазах», «Снаружи всех измерений» — получившие великую популярность в «ГО», и по сути прославившими её. Также в «Сказках» была песня «Возвращение домой», с большим оживлением встреченная друзьями и соратниками группы.
Альбом до своего издания в 2024 году никогда не распространялся.
В "Музыке любви" присутствуют песни, которые впоследствии были в репертуаре "Гражданской обороны": "Я бесполезен", "Блюз", "Всё на север (Метаморфоза №1)".

### ИЗДАНИЕ
13 сентября 2024 года издательство "Выргород" завершило издание альбомов "Посева", издав альбомы "Сказки старого юнги" и "Музыка Любви"
Логичным образом издания «Посева» завершаются последними из сохранившихся альбомами Егора Летова «Музыка любви» и «Сказки старого юнги».
Понять, что это именно они, несложно: записи, судя по сохранившимся сведениям, должны были быть в моно формате, и такие находились лишь на одной катушке со скромной подписью King Crimson. Разделить тоже удалось по упоминаниям названий треков в разных источниках.
Как обычно, дрянная пленка «Тасма»: скрип, скрежет, невозможность цифровать целиком, только потреково, да и то с трудом. Как всегда, моё минимальное вмешательство в звук, так что вы слышите именно то, что тогда и было создано.
Почти нечего больше сказать, кроме того, что я невыразимо благодарна всем, кто помогал мне с работой, и тем, кто поддерживал в этом начинании — кому было важно и нужно услышать вещи, с которых Егор начинал свой путь и из которых родилось всё то, что мы теперь знаем и любим.
«Миг вожделенный настал: окончен мой труд многолетний» (с).

Наталья Чумакова, сентябрь 2024

## Данные об альбоме
| №  | Название                      | Время |
| -- | ----------------------------- | ----- |
| 1  | Эхо детства                   | 3:25  |
| 2  | Возвращение домой             | 3:16  |
| 3  | Instrumental                  | 1:49  |
| 4  | Из всех углов                 | 5:17  |
| 5  | Instrumental                  | 2:25  |
| 6  | Я бесполезен                  | 4:02  |
| 7  | Малиновая скала               | 3:26  |
| 8  | Метаморфоза №2                | 3:11  |
| 9  | Всё на север (Метаморфоза №1) | 2:59  |
| 10 | Блюз                          | 2:51  |
| 11 | Эхо детства #2                | 6:17  |
| 12 | Instrumental                  | 0:51  |

Слова и музыка: Егор Летов.
Записано во второй декаде августа 1984 г. в Омске.
Егор «Дохлый» Летов — вокал, басс, портфель;
Олег «Alex» Ивановский — акустическая гитара, басс,
Андрей «Boss» Бабенко — электрогитара, задний вокал;
Евгений «John» Деев — басс.
Оцифровка: Сергей Сыров.
Реставрация, сведение, мастеринг: Наталья Чумакова, март 2024 г.
© Iron Maidan Records, 1984. © ГрОб Records, 2024.
℗ Выргород, 2024.